# Alice Verne-Bredt
Pour les articles homonymes, voir Bredt.
Alice Barbara Verne-Bredt, née Alice Barbara Wurm le 9 août 1864 à Southampton − morte le 12 avril 1958 à Londres, est une pédagogue, pianiste et compositrice britannique d’origine allemande.

## Biographie
Alice Verne-Bredt naît en Angleterre. Ses parents, Johann Evangelist Wurm et Sophie Niggli, sont des musiciens allemands qui se sont installés dans ce pays dans les années 1850. Sixième de six enfants, elle est la sœur de Mary Wurm (1860-1938), Mathilde Verne (1865-1936) et Adela Verne (1877-1952), qui deviendront toutes trois musiciennes professionnelles,, et la tante du pianiste et compositeur John Vallier. Sa mère lui a enseigné le violon dès l’enfance. Plus tard dans son enfance elle s’installe à Londres, où elle vivra toute sa vie, et y apprend le piano avec Marie Schumann, la fille de Robert et Clara Schumann.
Elle voulait devenir chanteuse mais la fièvre typhoïde a affecté sa voix. Alice épouse William Brendt, musicien amateur et chef d’orchestre. Les deux ont grandement contribué à la réussite de l’école de piano mise en place à Londres par sa sœur Mathilde Verne en 1909.

## Œuvres
- Phantasie for strings
- Piano Quintet
- Piano Quartet, 1908
- Phantasie Trio, 1908
- Piano Trio No.2
- Piano Trio No.3
- Wiegenlied for violin and piano, 1911
- Cello Sonata
- Valse für Klavier, 1913
- Valse Miniature for two pianos, 1913
- Four easy inventions for young pianists, 1920
  - Musical box
  - The little drum
  - Concert study
  - The doll's promenade
- An arrangement of Pavane: from King Henry VIII's Pavyn, 1924
- Adagio for strings, 1947
- Toy suite
- Mass

## Source
1. ↑  « Alice Verne-Brendt », sur Meridian-records.co.uk, Meridian Records (consulté le 16 décembre 2014).
2. ↑  Ses sœurs Mathilde et Adela ont changé leur nom en Verne après la mort de leur père en 1893. Mary, qui a vécu à Stuttgart dans son enfance, a conservé son nom de Wurm.
3. ↑  McVicker 2011, p. 132.
4. 1 2 3  Laura Seldon, « The instrumental music of British Women Composers in the Early Twentieth Century », sur Core.kmi.open.ac.uk, City University London (consulté le 16 décembre 2014)